# Scelolophia latifasciata
Scelolophia latifasciata là một loài bướm đêm trong họ Geometridae.